# Mięsień dźwigacz wargi górnej

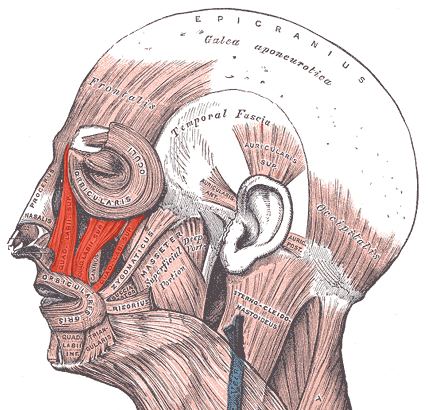
Mięsień dźwigacz wargi górnej oznaczony na czerwono.

Mięsień dźwigacz wargi górnej (łac. musculus levator labii superioris) – w anatomii człowieka jeden z mięśni wyrazowych, należący do grupy mięśni otoczenia szpary ust. Zaczyna się na dolnej krawędzi oczodołu nad otworem podoczodołowym. Kończy się w skórze środkowej części bruzdy nosowo-wargowej. Unerwiony jest przez gałęzie policzkowe nerwu twarzowego.
Unosi wargę górną, odsłaniając górne siekacze. 